# اتصال دو ماه
اتصال دو ماه (انگلیسی: Two Moon Junction) یک فیلم در ژانر درام، شهوانی، ملودرام، و رمانتیک به کارگردانی زالمن کینگ است که در سال ۱۹۸۸ منتشر شد.

## بازیگران
- شریلین فن
- ریچارد تایسون
- لوئیز فلچر
- برل آیوز
- کریستی مک‌نیکول
- مارتین هویت
- میلا یوویچ
- اروه ویلشز
- دبز گریر
- جوانیتا مور
- ملی پرکینس
- اسکریمین جی هاوکینز
- دن گلووی